# Chełmek

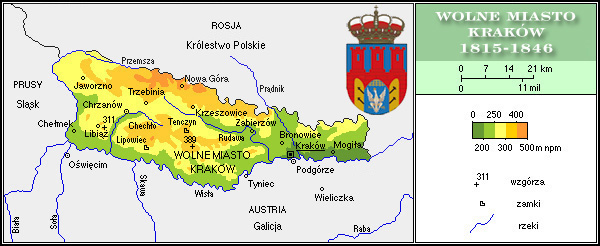
Położenie Chełmka na terenie Wolnego Miasta Kraków (1815–1846)

Chełmek – miasto w woj. małopolskim, w powiecie oświęcimskim, siedziba gminy miejsko-wiejskiej Chełmek, nad Przemszą.
W 1595 roku wieś położona w powiecie śląskim województwa krakowskiego była własnością kasztelana wiślickiego Mikołaja Ligęzy. W latach 1975–1998 miasto administracyjnie należało do woj. bielskiego. Chełmek należy do Jaworznicko-Chrzanowskiego Okręgu Przemysłowego.
Według danych GUS z 1 stycznia 2024 r. miasto liczyło 8413 mieszkańców.

## Położenie
Chełmek położony jest na podmokłych terenach ciągnących się wzdłuż rzeki Przemszy, u stóp wzgórza zwanego Skałą (295 m n.p.m.) w pd.-zach. części Pagórów Jaworznickich. Od wschodu, północy i częściowo południa otoczony jest sosnowymi lasami.

## Historia Chełmka

### Średniowiecze
Pierwsze wzmianki o Chełmku pochodzą z 1414 r., kiedy mowa była o niejakim Mikołaju z Chełmka. Kronikarz Pawiński podaje, iż w 1490 r. Chełmek należał do parafii w Jaworznie, a w spisie poborów wymienia w Chełmku trzy łany kmiece czynszowe, jedną zagrodę z rolą, trzech komorników z bydłem, czterech komorników bez bydła oraz jednego karczmarza z pół łanem gruntu. Na podstawie wspomnianych źródeł i analizy map można w przybliżeniu odtworzyć proces powstawania osady. Prawdopodobnie powstanie wsi związane było z ochroną szlaku handlowego, prowadzącego z Krakowa na Śląsk i przejścia na Przemszy, gdyż tam leży najstarsza część osady. Kolejne osiedla powstawały w sąsiedztwie poprzednich, wzdłuż drogi w kierunku północnym i wschodnim od rzeki. Na podstawie układu gruntów na mapie katastralnej można sądzić, iż przysiółki Podzagórnie, Zagórcze czy Nowopole powstały w nieco inny sposób niż Zagóra i Młyny. Rozwój rolnictwa postępował tu przez karczowanie lasów, osuszanie bagien i moczarów.

### Chełmek w czasie zaborów
Po III rozbiorze Polski Chełmek został włączony do zaboru austriackiego. Rzeka Przemsza stanowiła granicę pomiędzy zaborem austriackim a Prusami. Ponieważ mieszkańców „przygranicznych” miejscowości łączyło wiele spraw rodzinnych i majątkowych – nadal utrzymywano kontakty. Większość mieszkańców żyła skromnie z rolnictwa i rybołówstwa. Po kongresie wiedeńskim w 1815 r. utworzono Rzeczpospolitą Krakowską pod protektoratem Rosji, Prus i Austrii jako neutralne państwo, ale z dużą ingerencją zaborców. Chełmek znalazł się także w ramach tej Rzeczypospolitej – w gminie okręgowej Bobrek okręgu chrzanowskiego. Rzeczpospolita Krakowska dotrwała do 1846 r., kiedy na skutek nieudanego powstania Dembowskiego i Tyssowskiego została 6 listopada wcielona do Austrii. Znaczenie Chełmka wzrosło z chwilą wybudowania biegnącej przez wieś „wiedeńskiej linii kolejowej” (1856 r.) oraz regulacji Wisły i Przemszy. Niezależnie od możliwości uzyskania pracy przy tych inwestycjach mieszkańcy zaczęli trudnić się nowymi zawodami: kolejarzy i flisaków, którzy początkowo na tratwach, a później na galarach przewozili najpierw kamień budowlany, a następnie węgiel do Krakowa, a nawet do Sandomierza. Wieś Chełmek należała w tym czasie do klucza dóbr bobreckich, a po wybudowaniu w 1810 r. kościoła w Bobrku także do parafii Bobrek.
W II poł. XIX wieku miejscowość wraz z częściami Zachełmkiem, Paprotnikiem i Podzagórniem opisana została przez Słownik geograficzny Królestwa Polskiego. Wymieniona jest jako wieś leżąca w powiecie chrzanowskim. Liczyła 1225 morg obszaru i dzieliła się na dwie części, z których większa była zaludniona i liczyła 492 morgi ziemi ornej, 541 morg pastwisk i lasów, a mniejsza bezludna miała 684 morgi roli. We wsi znajdowała się jednoklasowa szkoła ludowa, a także przystanek kolejowy i cesarsko-królewski urząd celny. Wymienione są również pokłady porfirów oraz leżący w pobliżu wsi eksploatujący je kamieniołom. Według austriackiego spisu powszechnego pod koniec XIX wieku w miejscowości mieszkało 1094 mieszkańców.
Kiedy Galicja uzyskała większą autonomię od władz austriackich oraz pod wpływem bardziej wyrobionych politycznie Polaków zaczęła odżywać świadomość narodowa. W Chełmku zorganizowano szkolnictwo z polskim językiem wykładowym. Początkowo uczono się w domach prywatnych, a później w drewnianej 2-klasowej szkole wybudowanej na terenie ofiarowanym przez księżną Ogińską z Bobrka, która zaofiarowała również drzewo na budulec. Ponieważ szkoła ta okazała się za mała, w 1907 r. wybudowano nową piętrową szkołę z czteroklasowym zakresem nauczania. Wzrosło zainteresowanie zagadnieniami politycznymi, a dzięki kolejom zaczęły docierać do Chełmka gazety. Mieszkańcy nawiązali kontakt z ks. Stanisławem Stojałowskim i założyli Stronnictwo Chrześcijańsko-Ludowe. Ksiądz Stojałowski przyjeżdżał do Chełmka i wygłaszał patriotyczne kazania. W 1914 r. wybuchła I wojna światowa, mieszkańców-mężczyzn powołano do wojska. W 1916 r. na linii kolejowej Oświęcim – Chełmek (na moście na Wiśle) miała miejsce katastrofa kolejowa, z ofiarami śmiertelnymi wśród żołnierzy.

### 20-lecie międzywojenne
W czasie I wojny światowej na froncie zginęło 22 mieszkańców Chełmka (według tablicy w kościele w Bobrku). Wieś była zaniedbana i biedna. W 1918 r. niepodległość odzyskano w zaborach austriackim i rosyjskim, ale pobliski Śląsk wciąż był pruski. Organizowano akcję propagandową na Śląsku – mieszkańcy Chełmka brali czynny udział w tych akcjach. W 1920 r. w sąsiednich Kopciowicach na Śląsku organizowano akcje sabotażowe. W jednej z takich akcji w Małym Chełmie Niemcy w odwecie zastrzelili kilku mieszkańców. W 1921 r. uruchomiono w Chełmku parowy tartak, w którym pracę znalazło kilku mieszkańców. Część z nich szukała pracy w okolicznych kopalniach: w Libiążu i Jaworznie. Część galerami spławiała węgiel, a rolnicy żyli biednie na mało urodzajnej ziemi. Zorganizowała się Straż Pożarna i Strzelec. W 1927 r. firma Zieleniewski z Krakowa wybudowała nowy żelazny most na Przemszy. Los cichej i spokojnej wsi zmienił się radykalnie od 1931 r., gdy czeski potentat obuwniczy Tomáš Baťa, na nieruchomościach wykupionych od księcia Adama Zygmunta Sapiehy, rozpoczął budowę fabryki obuwia i oraz osiedla (według projektu Františka Lydie Gahura). Był to jeden z nowoczesnych zakładów przemysłowych w Polsce. Zorganizowano go według wzorów znanych z innych miast i zakładów przedsiębiorstwa. Firma Bata zdominowała rynek obuwniczy w kraju. Liczba mieszkańców Chełmka w przeciągu pięciu lat podwoiła się. Inwestowano w sport: tenis oraz piłkę nożną. W 1934 roku wydano pierwszą w Polsce gazetę zakładową Echo Chełmka. Powstały nowe organizacje społeczne. Wyremontowano i powiększono Dom Ludowy, gdzie zorganizowano Urząd Gminy. W 1936 roku, dzięki inicjatywie ks. Eugeniusza Wcisły i pomocy fabryki, wybudowano w ciągu jednego roku kościół. Dwa lata później pracownicy zakładu i społeczeństwo ufundowało dla Wojska Polskiego samolot RWD-13 i kilka karabinów maszynowych. Także w 1938 r. oddano do użytku nowe przedszkole i założono Szkołę Zawodową w celu przysposobienia młodych uczniów do pracy w fabryce obuwia.

### Okres okupacji niemieckiej (1939–1945)
1 września 1939 r. wybuchła II wojna światowa. 3 września artyleria niemiecka ostrzelała Chełmek. W wyniku tej akcji spaleniu uległo 26 domów i 20 zabudowań gospodarskich w najstarszej części Chełmka, która leżała u podnóża Skały. W czasie walk o Chełmek zginęło 17 polskich żołnierzy. W sumie w wojnie wzięło udział 57 mieszkańców, z których 10 zginęło. Niemcy zajęli dla siebie najlepsze mieszkania. Kierownictwo fabryki przejął komisaryczny zarząd. Zaczęły się aresztowania, wywożenie na przymusowe roboty i do obozów koncentracyjnych. Z Chełmka wywieziono do obozów 55 osób, z czego 35 już nigdy nie wróciło. W fabryce wprowadzono bezwzględny rygor i 10-godzinny dzień pracy. Wiosną 1940 r. Niemcy w nocy zburzyli pomnik grunwaldzki, który został wybudowany przez mieszkańców Chełmka. W tym też roku okupanci zaczęli pierwsze wywożenia Żydów do getta i Auschwitz-Birkenau. Z Chełmka wywiezionych zostało 35 Żydów, z których wojnę przeżyło tylko 4 lub 5. Chełmek został wcielony do Rzeszy. W tym czasie zaczęły powstawać organizacje podziemne. W październiku 1942 r. został w Chełmku założony podobóz tzw. Aussenkommando Chełmek podległe KL Auschwitz. Do 9 grudnia 1942 r. zginęło tu 47 ludzi (w miejscu tym w 1969 r. powstał pomnik ku ich czci). 10 grudnia 1944 r. oddział Armii Ludowejim. Jarosława Dąbrowskiego zorganizował akcję dywersyjną na zakład „Baty”. Zniszczono szereg maszyn i wywołano pożar. Rozpoczęły się naloty samolotów alianckich na Śląsk, Oświęcim, Czechowice i Trzebinię. W wyniku rozpoczęcia ofensywy radzieckiej Chełmek został zajęty 25 stycznia 1945 r. W czasie działań wojennych zginęło 72 żołnierzy radzieckich.

### Okres po 1945 roku
Natychmiast przystąpiono do usuwania szkód – odbudowy mostu i szkoły. Fabrykę uruchomiono w niespełna miesiąc, produkując obuwie dla wojska i społeczeństwa. Władzę administracyjną w gminie objęli przedstawiciele partii politycznych PPR i PPS. W pierwszą sobotę kwietnia 1945 r. samolot niemiecki zrzucił kilku spadochroniarzy, którzy zostali ujęci i przekazani władzom. 1 maja 1945 r. uruchomiono przedszkole i szkołę. Chełmek stał się gminą zbiorową, w skład której wchodziły: Chełmek, Gorzów, Bobrek, Gromiec i Dąb. Fabryka szybko się rozwijała – wysłano ekipę pracowników do zabezpieczenia fabryki w Otmęcie. W lipcu 1946 r. w zakładzie pracowało już 2227 pracowników. Rok później Polska Spółka Obuwia „Bata” S.A. została upaństwowiona. Nastąpiła szybka odbudowa i rozbudowa gminy. W 1949 r. oddano do użytku (po odbudowie) uszkodzoną w czasie działań wojennych Szkołę Podstawową nr 1, a w 1952 r. nowo wybudowany budynek Szkoły Zawodowej i Technikum Obuwniczego. W latach 60. XX w. otwarto nowo wybudowany stadion sportowy (1962) oraz odsłonięto odbudowany Pomnik Grunwaldzki (1969). W 1969 r. Chełmek uzyskał prawa miejskie, a w 1975 r. w wyniku zmian administracyjnych kraju przydzielony został do województwa bielskiego. Wcześniej Chełmek należał do województwa krakowskiego i powiatu chrzanowskiego. W latach 70. XX w. nastąpiła znaczna rozbudowa osiedla mieszkaniowego, a pod koniec tego okresu również rekonstrukcja zakładu obuwia. W tym czasie do użytkowania oddano nowo wybudowane obiekty ośrodka zdrowia. W 1981 r. strajkowała załoga fabryki. W następnych latach zakład obuwia stał się jednoosobową spółką Skarbu Państwa i przechodzi głęboki kryzys. Radykalnie zmniejszyła się produkcja, a wielu pracowników zostało zwolnionych. Na skutek trudnej sytuacji zakładu ubożeje również społeczeństwo.
W 1999 r. w dawnym biurowcu Zakładów Urządzeń Technicznych „Technoskór” powstały Warsztaty Terapii Zajęciowej im. ks. kard. Adama Stefana Sapiehy, posiadające swoje filie w Oświęcimiu-Dworach, Przeciszowie i Jawiszowicach. W 2001 r. powstała tu też Świetlica Terapeutyczna, w 2018 Spółdzielnia Socjalna „Albert”. Wszystkie te placówki, przeznaczone dla osób z niepełnosprawnością intelektualną, są prowadzone przez Fundację im. Brata Alberta. Na ścianie budynku znajduje się tablica dedykowana kard. Adamowi Sapiesze i arcybiskupowi ormiańskokatolickiemu Józefowi Teodorowiczowi ze Lwowa. Obiekt w 2001 r. poświęcił kard. Franciszek Macharski.

## Demografia

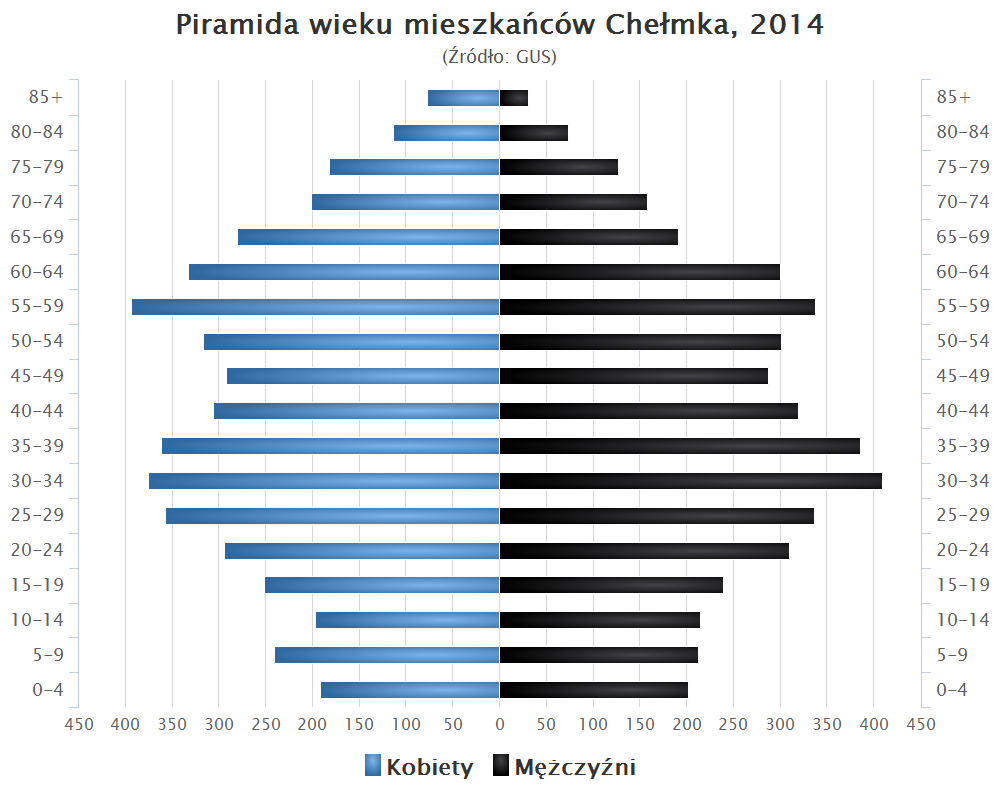
Piramida wieku mieszkańców Chełmka w 2014 roku

## Gospodarka
Do XIX wieku miejscowość była wsią rolniczą, której produkcja ograniczała się do wytwarzania płodów rolnych. Leżała także na pokładach porfirów, które w XIX wieku eksploatował leżący w pobliżu wsi kamieniołom.
W chwili obecnej miasto Chełmek jest historyczną stolicą przemysłu obuwniczego, a na terenie byłych Południowych Zakładów Przemysłu Skórzanego „Chełmek” utworzono Miejską Strefę Aktywności Gospodarczej. Strefa zajmuje łącznie powierzchnię 27 ha. Jej istnienie stanowi jeden z głównych atutów gminy w zakresie jej potencjału gospodarczego. Na obszarze Miejskiej Strefy i w jej bezpośrednim otoczeniu funkcjonuje ok. 150 podmiotów gospodarczych, w tym z kapitałem zagranicznym, związanych z branżą obuwniczą, budowlaną, motoryzacyjną, producenci opakowań, mebli, okien. Podmioty te zatrudniają łącznie ok. 2 tys. osób. Gmina Chełmek przystąpiła do działań mających na celu poszerzenie Miejskiej Strefy Aktywności Gospodarczej od strony północnej i zachodniej o obszar ok. 12 ha, celem pozyskania kolejnych inwestorów i powstawania nowych miejsc pracy.

## Transport

### Drogowy
W bezpośrednim sąsiedztwie Chełmka znajduje się autostrada A4 (relacja Katowice - Kraków).
Natomiast przez samo miasto biegnie droga wojewódzka nr 780, jadąca przez miasta: Libiąż oraz Alwernia, kończąc w Krakowie na alei Zygmunta Krasickiego.

### Kolejowy
Historia kolei w Chełmku sięga roku 1856, kiedy w czasie zaborów, cesarz austriacki Ferdynand zlecił budowę przebiegającej przez miasto kolei żelaznej, prowadzącej z Wiednia do Kopalni w Wieliczce.
Chełmek posiada jedną, czynną stację kolejową: Chełmek.

## Wspólnoty wyznaniowe
Kościół katolicki
- Parafia Miłosierdzia Bożego w Chełmku
- Parafia NMP Królowej Polski w Chełmku

## Miasta partnerskie
- Leinefelde-Worbis[12]

## Honorowi Obywatele Chełmka
- ks. kard. Franciszek Macharski – metropolita krakowski[13]
- książę Michał Ksawery Sapieha – syn Adama Zygmunta Sapiehy, ostatniego właściciela dóbr bobreckich[13]
- Thomas Bata – syn Tomasza Baty, założyciela Fabryki Obuwia w Chełmku[13]
- ks. Tadeusz Isakowicz-Zaleski – prezes Fundacji im. Brata Alberta[13]